# Historicidad de Jesús

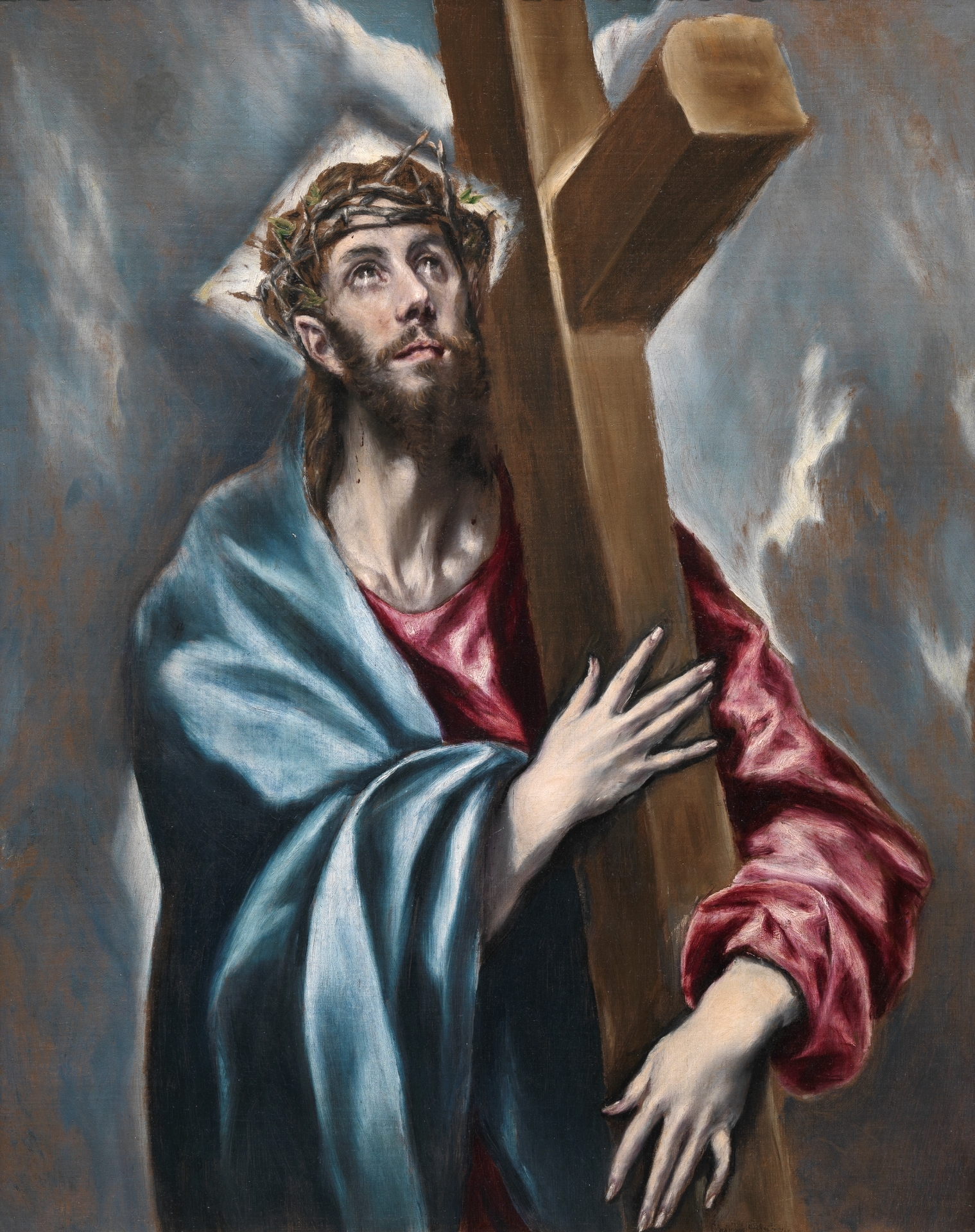
Jesús con la cruz a cuestas, por el Greco.

La historicidad de Jesús se refiere a si Jesús de Nazaret, nacido c. 7-2 antes de Cristo (a. C.), existió como una figura histórica, si los episodios representados en los evangelios se pueden confirmar como eventos históricos en contraposición al mito, leyenda o ficción, y la ponderación de las pruebas relativas a su vida.
Existe «un consenso prácticamente universal» entre los estudiosos sobre que Jesús existió históricamente, aunque los eruditos bíblicos difieren acerca de las creencias y enseñanzas de Jesús, así como la exactitud de los detalles de su vida que han sido descritos en los Evangelios.. Por otro lado, hay defensores de la teoría de que Jesús nunca existió, conocida como el mito de Jesús. Algunos estudiosos, especialmente en Europa, han planteado que, si bien hay una serie de plausibles «Jesuses» que podrían haber existido, no cabe certeza en cuanto a qué Jesús era el Jesús histórico, y que también debería ser más erudita la investigación y el debate sobre este tema.
La historicidad de Jesús es diferente del estudio relacionado del Jesús histórico, que se refiere a las reconstrucciones eruditas de la vida de Jesús, basadas principalmente en el análisis crítico de los textos evangélicos.
Desde el siglo XVIII, los estudiosos han tratado de reconstruir la vida del Jesús histórico, el desarrollo de métodos histórico-críticos para el análisis de los textos disponibles. Las únicas fuentes son documentales; junto con los textos bíblicos como las epístolas paulinas y los Evangelios sinópticos, tres pasajes en obras no cristianas se han utilizado para apoyar la historicidad de Jesús: dos en los escritos del historiador judío Flavio Josefo, y uno del historiador romano Tácito. Aunque la autenticidad de los tres ha sido cuestionada; y uno es generalmente aceptado como modificado por los cristianos, sin embargo, la mayoría de los estudiosos creen que es al menos parcialmente auténtico.

## Fuentes

La provincia romana de Judea en el siglo I.

## Fiabilidad histórica de los Evangelios

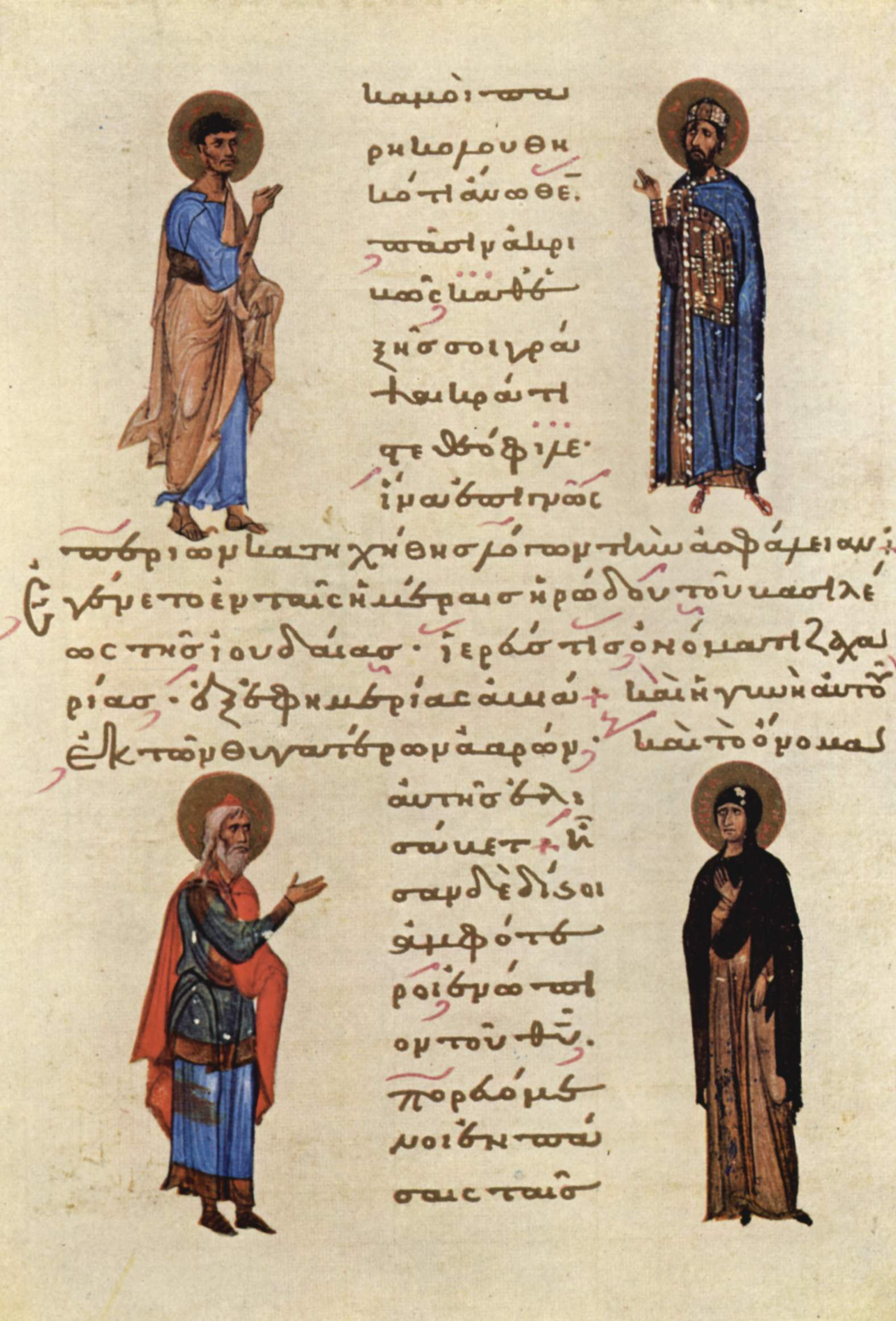
Un manuscrito bizantino del que contiene la apertura del Evangelio de Lucas.

La fiabilidad histórica de los Evangelios se refiere a la fiabilidad y el carácter histórico de los cuatro Evangelios del Nuevo Testamento como documentos históricos. Algunos estudiosos afirman que poco en los cuatro evangelios canónicos es considerado como históricamente confiable.
Casi todos los estudiosos de la antigüedad coinciden en que Jesús existió, pero los eruditos difieren sobre la historicidad de episodios específicos descritos en los relatos bíblicos de Jesús.: 181  Los únicos dos eventos sujetos a «asentimiento casi universal» son que Jesús fue bautizado por Juan el Bautista y fue crucificado por orden del prefecto romano Poncio Pilato. Elementos cuya autenticidad histórica es objeto de controversia incluyen los dos relatos del nacimiento de Jesús, los acontecimientos milagrosos, incluyendo la resurrección, y ciertos detalles acerca de la crucifixión.
De acuerdo con el punto de vista mayoritario, los evangelios sinópticos son las principales fuentes de información histórica sobre Jesús y del movimiento religioso que fundó. Ellos (el Evangelio de Mateo, el Evangelio de Marcos y el Evangelio de Lucas) relatan la vida, ministerio, crucifixión y resurrección de un judío llamado Jesús, que habló en arameo. Hay diferentes hipótesis sobre el origen de los textos debido a que los evangelios del Nuevo Testamento fueron escritos en griego para las comunidades de habla griega, siendo más tarde traducidos al siríaco, latín y copto.
El cuarto evangelio, el evangelio de Juan, es muy diferente de los tres primeros evangelios. Los historiadores suelen estudiar la fiabilidad histórica de los Hechos de los Apóstoles en el estudio de la fiabilidad de los Evangelios, pues Hechos fue aparentemente escrito por el mismo autor que el evangelio de Lucas.
Los historiadores someten a los evangelios a un análisis crítico, en un intento de diferenciar mejor lo auténtico, información fidedigna de posibles invenciones, exageraciones, y alteraciones. Puesto que hay más variantes textuales en el Nuevo Testamento (200-400 mil) que letras en sus escritos (c. 140 mil), los estudiosos utilizan la crítica textual para determinar qué variantes del evangelio podrían teóricamente tomarse como «originales». Para responder a esta pregunta, los investigadores tienen que preguntarse quién escribió los evangelios, cuándo los escribieron, cuál era su objetivo al escribir, qué fuentes utilizaron los autores, el grado de fiabilidad de estas fuentes, y cuán alejados temporalmente estaban las fuentes de la historias que narran, o si se alteraron después. Los estudiosos también pueden mirar en la evidencia interna de los documentos, para ver si, por ejemplo, el documento está citando erróneamente textos del Tanaj hebreo, está haciendo afirmaciones sobre la geografía que son incorrectas, si el autor parece estar ocultando información, o si el autor ha hecho una profecía acertada. Por último, los expertos recurren a fuentes externas, incluyendo el testimonio de los líderes de la iglesia primitiva, escritores fuera de la iglesia (los historiadores, principalmente judíos y grecorromanos) que habría sido más propensos a haber criticado a la iglesia primitiva, y la evidencia arqueológica.

## Eventos generalmente aceptados como históricos
Existe un desacuerdo generalizado entre los estudiosos sobre los detalles de la vida de Jesús mencionada en los relatos evangélicos, y en el significado de sus enseñanzas, y los únicos dos eventos sujetos a «asentimiento casi universal» son que Jesús fue bautizado por Juan el Bautista y fue crucificado por orden del prefecto romano Poncio Pilato.

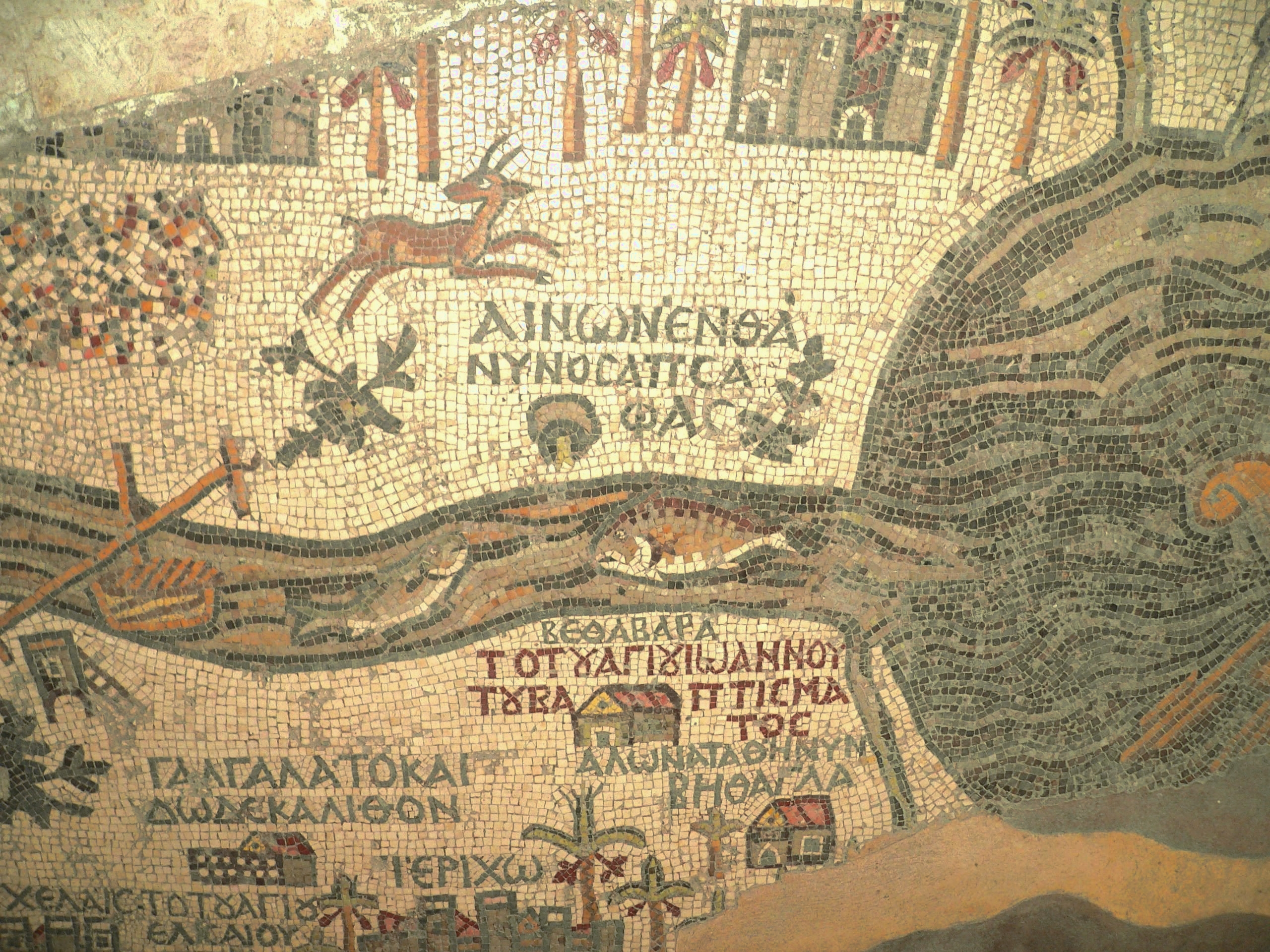
Parte del antiguo Mapa de Madaba que muestra dos posibles ubicaciones del bautismo.

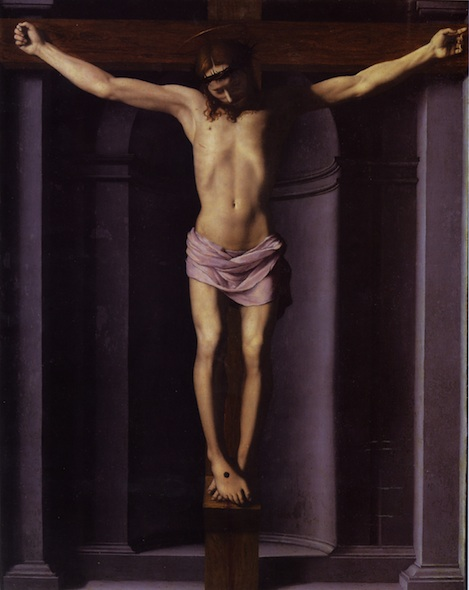
La pintura de Bronzino de la Crucifixión con tres clavos, no hay cuerdas, y un hypopodium sirve como soporte de pies, c. 1545.

Según el estudioso del Nuevo Testamento James Dunn, casi todos los estudiosos modernos consideran el bautismo de Jesús y su crucifixión como históricamente ciertos. Este afirma que estos «dos hechos de la vida de Jesús cuentan con el asentimiento casi universal» y «en un rango tan alto que es "casi imposible dudar o negar" esta escala de "hechos" históricos que son puntos de partida obvios para intentar clarificar el qué y el porqué de la misión de Jesús». John P. Meier considera la crucifixión de Jesús como un hecho histórico y afirma que, basándose en el criterio de dificultad, los cristianos no habrían inventado la dolorosa muerte de su líder. El criterio de dificultad también se utiliza para defender la historicidad del bautismo de Jesús por Juan el Bautista, ya que es una historia que la Iglesia cristiana primitiva nunca habría querido inventar. Con base en este criterio, dado que Juan bautizó para la remisión de pecados, y que Jesús era visto como sin pecado, la invención de esta historia no habría servido para nada, y habría resultado embarazosa ya que se sitúa a Juan por encima de Jesús.
Amy-Jill Levine ha resumido la situación al afirmar que «existe un consenso ordenado en el esquema básico de la vida de Jesús», en que la mayoría de los estudiosos coinciden en que Jesús fue bautizado por Juan el Bautista, y durante un período de uno a tres años debatió con las autoridades judías sobre el tema de Dios, reunió seguidores, y fue crucificado por el prefecto romano Poncio Pilato, quien ofició entre 26-36 d. C. Hay mucho en disputa en cuanto a su vida anterior: su infancia, su familia y su lugar de residencia, de los cuales los evangelios canónicos son casi completamente silenciosos.
Los estudiosos atribuyen diferentes niveles de certeza a otros episodios. Algunos suponen que hay ocho elementos sobre Jesús y sus seguidores que se pueden ver como hechos históricos, a saber:
- Jesús fue bautizado por Juan el Bautista.
- Él llamó discípulos.
- Tuvo una controversia en el Templo.
- Jesús fue crucificado por los romanos cerca de Jerusalén.[11][79]
- Jesús era galileo.
- Sus actividades se limitaron a Galilea y Judea.
- Después de su muerte sus discípulos siguieron existiendo.
- Algunos de sus discípulos fueron perseguidos.[11][79]

El acuerdo académico en esta lista ampliada no es universal.
La Mishná (c. 200) parece referirse a Jesús y, reflejando los principios de las tradiciones judías, retrata a Jesús como un hechicero o mago. Existen otras referencias a Jesús y su ejecución en el Talmud, pero su objetivo es desacreditar a sus acciones, no negar su existencia.
Desde el siglo XVIII, tres búsquedas académicas independientes para el Jesús histórico han tenido lugar, cada uno con características distintas y sobre la base de diferentes criterios de investigación, que se desarrollaron a menudo durante esa fase. Los retratos de Jesús que se han construido en estos procesos tienen a menudo diferir entre sí, y de la imagen dogmática retratada en los relatos del evangelio.
Actualmente la investigación académica moderna sobre el Jesús histórico se centra en lo que históricamente es probable o verosímil acerca de Jesús.

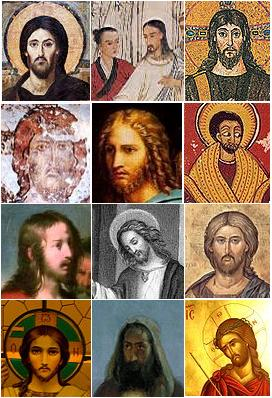
En el siglo XXI, la tercera búsqueda del Jesús histórico fue testigo de una fragmentación de los retratos académicos de Jesús, después de la cual ninguna imagen unificada de Jesús podría alcanzarse en absoluto.

Los perfiles principales de la tercera búsqueda pueden agruparse en función de su tema principal como profeta apocalíptico, sanador carismático, filósofo cínico, Mesías judío y profeta del cambio social, pero hay poco acuerdo académico en un solo retrato, o de los métodos necesarios para construirlo. Hay, sin embargo, atributos superpuestos entre los retratos, y los eruditos que difieren en algunos atributos pueden ponerse de acuerdo sobre otros.

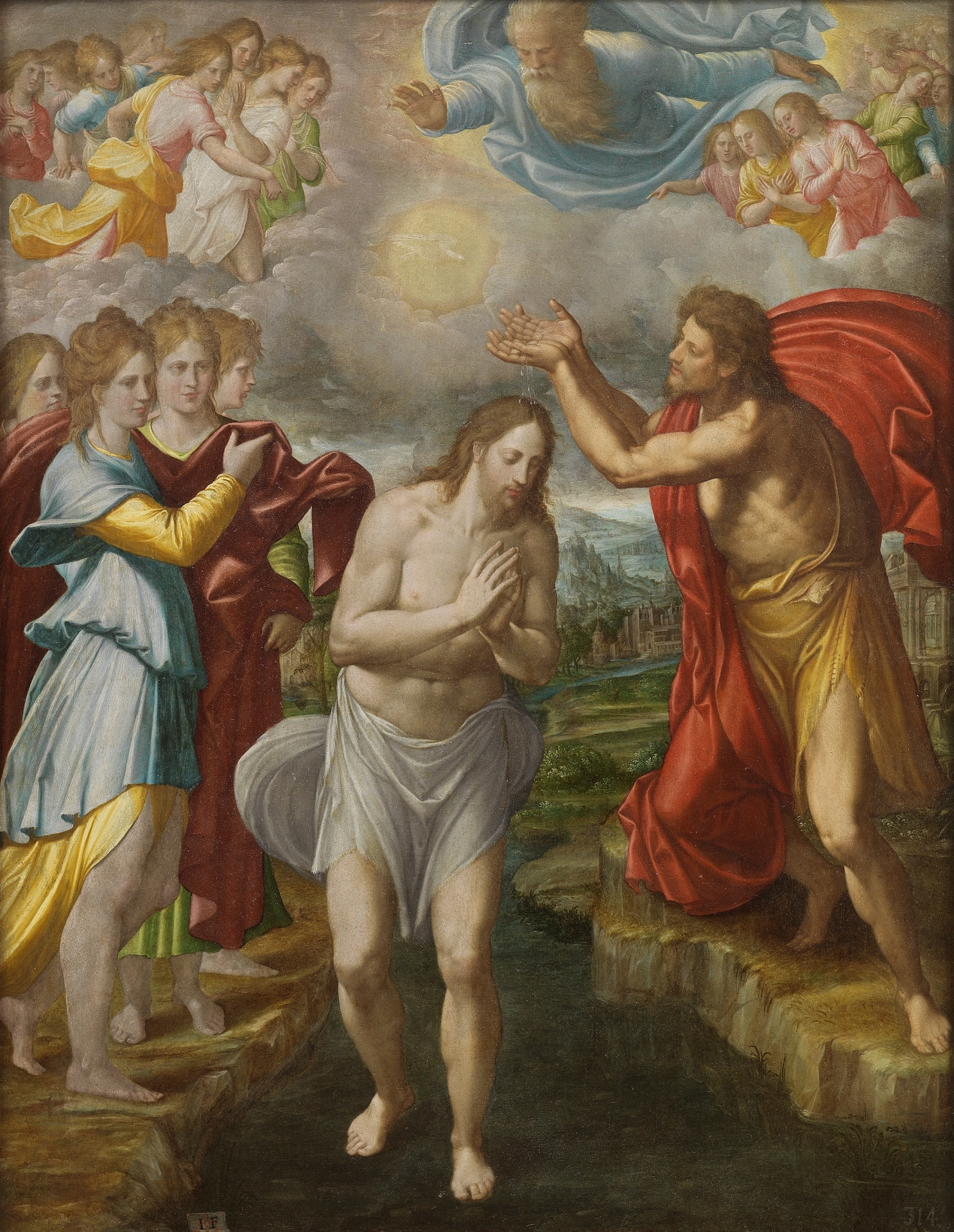
El criterio de dificultad ha sido utilizado para defender la historicidad del bautismo de Jesús, mostrado en esta pintura (Bautismo de Cristo) de Juan Fernández Navarrete.

Si bien existe un consenso académico generalizado de la existencia de Jesús, y un consenso básico en el esquema general de su vida, los retratos de Jesús construidos en las búsquedas a menudo difieren entre sí, y de la imagen retratada en los relatos de los evangelios. Hay superposición de características entre los retratos, y mientras pares de eruditos pueden ponerse de acuerdo sobre algunos atributos, esos mismos eruditos pueden diferir en otras características, y no hay un solo retrato del Jesús histórico que satisfaga a la mayoría de los estudiosos.
Casi todos los estudiosos modernos de la antigüedad (lo que lo convierte en el punto de vista mayoritario) están de acuerdo en que Jesús existió y la mayoría de los eruditos bíblicos e historiadores clásicos ven las teorías de su inexistencia refutadas eficazmente. No hay evidencia hoy que la existencia de Jesús fue alguna vez negada en la antigüedad por los que se oponían al cristianismo. Geoffrey Blainey señala que «unos pocos estudiosos sostienen que Jesús [...] ni siquiera existió», y que «como razón señalan que las referencias contemporáneas a él son extremadamente raras».

## Jesús como mito

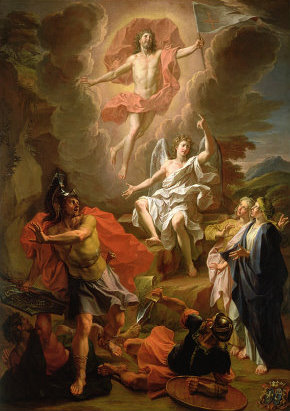
La resurrección de Cristo de Noel Coypel (1700). Algunos teóricos del mito ven esto como un caso de una deidad de vida, muerte y resurrección.

La teoría del mito de Jesús es la afirmación de que Jesús de Nazaret nunca existió, o si lo hizo, no tuvo prácticamente nada que ver con la fundación del cristianismo y de los relatos en los evangelios. Esta teoría tiene muy escaso apoyo entre los estudiosos actuales. Históricamente, sin embargo, se observaron puntos de vista míticos en diversos grados en el mundo académico, y algunos de sus seguidores incluso se convirtieron en parte de la erudición de la corriente principal, como el punto de vista de David Strauss. La teoría disfrutó una breve popularidad en la Unión Soviética, donde fue apoyada por Serguéi Kovaliov, Alexander Kazhdan, Abram Ranovich, Nikolai Rumyantsev, Robert Wipper y Yuri Frantsev. Más tarde, sin embargo, varios estudiosos, entre ellos Kazhdan, se habían retractado de sus puntos de vista sobre el Jesús mítico y a finales de la década de 1980 el apoyo a la teoría se convirtió en casi inexistente en el mundo académico soviético.